# جاك لاكان
لاكان جاك (1901-1981). محلل نفسي فرنسي ولد في باريس وتوفي بها. اشتهر بقراءته التفسيرية لسيغموند فرويد ومساهمته في التعريف بالتحليل النفسي الفرويدي في فرنسا في الثلاثينيات من هذا القرن، وبالتغيير العميق الذي أحدثه في مفاهيم التحليل النفسي ومناهجه.
درس لاكان الطب وحصل على دكتوراه الدولة عام 1932 في أطروحة بعنوان «عن الذهان البارانوئي في علاقاته بالشخصية»، أو «حالة ايمي»، وهي امرأة تبلغ من العمر ثمانية وثلاثين عاما، حاولت طعن الممثلة الشهيرة انذاك هيغيت دوفلوس، فتم القبض عليها وسجنت. وفي أطروحته (1932) نشر مقاطع مختارة من «إيمي» - اسم بطلة الرواية الاسقاطية التي كانت المريضة تكتبها. إضافة إلى الصورة الكلاسيكية للذهان البارانوئي، لاحظ لاكان ما اعتبره حاسما في هذا الخصوص وهو: تراجع حالة التوهم المرضي بشكل كبير بعد عشرين يوما من السجن. نظر لاكان إلى هذا التطور كدليل على الطبيعة الحادة لمرضها. وقام من خلال ربط فعلها الإجرامي بذاك التحسن الملحوظ باكتشاف معنى امراضيتها النفسية واقتراح فئة تشخيصية جديدة سماها: «بارانويا العقاب الذاتي». تعد هذه الدراسة بداية اكتشاف لاكان لحقل جديد من الامراضيات النفسية لم تكن جزء من الطب النفسي التقليدي السائد انذاك في فرنسا. وقد استطاع خلال الخمسين عاما التالية أن يجمع إلى ممارسته للطب النفسي قراءات واسعة ومدققة في أعمال فرويد وفي حقول الفلسفة والأدب واللغويات والرياضيات. وفي 1953 بدأ في إعطاء حلقات دراسية منتظمة في جامعة باريس أكسبته شهرة واسعة. ثم توطدت سمعته بعد نشر مقالاته في كتاب بعنوان كتابات (1966).
حلقات جاك لاكان الدراسية (les Seminaires): Séminaires de Jacques Lacan قدم جاك لاكان مجموعة من الحلقات الدراسية بمعدل حلقة واحدة في السنة، بجلسات اسبوعية بداها في مستشفى سانت ان Centre hospitalier Sainte-Anne بين عامي 1953و 1980 . تم تسجيلها وجمع معظمها لاحقا في كتب نشرت في اوقات مختلفة. لايزال هناك اختلاف بين المدارس اللاكانية المختلفة على المحتوى النصي لتلك الحلقات الدراسية.
| السيمنار                 | السنة   | العنوان                                        |
| ------------------------ | ------- | ---------------------------------------------- |
| الأول (S I)              | 1953-54 | كتابات فرويد التقنية                           |
| الثاني (S II)            | 1954-55 | الأنا في نظرية فرويد وفي تقنية التحليل النفسي  |
| الثالث (S III)           | 1955-56 | الذهانات                                       |
| الرابع (S IV)            | 1956-57 | علاقة الغرض والبنى الفرويدية                   |
| الخامس (S V)             | 1957-58 | تشكيلات اللاوعي                                |
| السادس (S VI)            | 1958-59 | الرغبة وتفسيرها                                |
| السابع (S VII)           | 1959-60 | اخلاقيات التحليل النفسي                        |
| الثامن (S VIII)          | 1960-61 | النقلة                                         |
| التاسع (S IX)            | 1961-62 | التماهي                                        |
| العاشر (S X)             | 1962-63 | القلق                                          |
| الحادي عشر (S XI)        | 1964    | المفاهيم الاربعة التاسيسية في التحليل النفسي   |
| الثاني عشر (S XII)       | 1964-65 | مشكلات هامة في التحليل النفسي                  |
| الثالث عشر (S XIII)      | 1965-6  | غرض التحليل النفسي                             |
| الرابع عشر (S XIV)       | 1966-67 | منطق الاخيولة                                  |
| الخامس عشر (S XV)        | 1967-68 | الفعل التحليل ـ نفسي                           |
| السادس عشر (S XVI)       | 1968-69 | عن اخر للاخر                                   |
| السابع عشر (S XVII)      | 1969-70 | الجانب الاخر من التحليل النفسي                 |
| الثامن عشر (S XVIII)     | 1971    | عن خطاب لن يكون شبيها                          |
| التاسع عشر (S XIX)       | 1971-72 | ... أو اسوا                                    |
| العشرون (S XX)           | 1972-73 | مرة اخرى ايضا                                  |
| الحادي والعشرون (S XXI)  | 1973-74 | Les non-dupes errent "اسم الاب"                |
| الثاني والعشرون (S XXII) | 1974-75 | RSI                                            |
| الثالث والعشرون (S XXII) | 1975-76 | Le sinthome السينتوم                           |
| الرابع والعشرون (S XXIV) | 1976-77 | L'insu que sait de l'une bévue s'aile à mourre |
| الخامس والعشرون (S XXV)  | 1977-78 | لحظة الاستنتاج                                 |
| السادس والعشرون (S XXVI) | 1978-79 | الطوبولوجيا والوقت                             |
| السابع والعشرون (SXXVII) | 1980    | Dissolution "انهاء"                            |

إحدى أهم الإضافات التي قدمها لاكان في تحليلاته النفسية اعتماده على اللغة بوصفها مبنينة كما اللاوعي، مما أثر بدوره في الدراسات اللغوية والأدبية. كما أنه أعاد تفسير أعمال فرويد متكئا على علم اللغة البنيوي كما تطور لدىفرديناند دي سوسير ورومان ياكبسون وغيرهما، فقد اأعاد تفسير الكثير من مقولات فرويد حول الدافع الجنسي من زاوية اللغة وعلاقة الدال بالمدلول عند سوسير.
عاشر السورياليين والفلاسفة الذين كان دائمًا مهتمًا بهم (وخاصةً منهم هيغل وهايدغر)، وكذلك كان يهتم بالشعراء (وخاصة منهم مالارميه ورونيه شار). كانت أولى مساهماته الهامة في النظرية التحليلية، في الثلاثينات من القرن العشرين، هي محاولته رصد ما أسماه «طور المرآة» (وهي تلك اللحظة التي يتماهى فيها الطفل للمرة الأولى مع صورته في المرآة) كمكوِّن للأنا بوصفها مكاناً ل«الاستعراف الخاطئ» méconnaissance.
مخالفًا المدرسة الأمريكية للتحليل النفسي التي كانت سائدة في الخمسينات، والتي كانت تسعى لجعل الفرد متكيفًا مع المجتمع القائم، أعاد لاكان التذكير (عام 1953، «تقرير روما» الذي كان بعنوان دور ومجال الكلام واللغة في التحليل النفسي) بأن الشفاء لا يتم إلا عن طريق اللغة. طرد عام 1964 من الجمعية الدولية للتحليل النفسي، وأسَّس عام 1964 مدرسته الخاصة التي أسماها مدرسة باريز الفرويدية، حيث ركز جلَّ اهتمامه – وخاصة من خلال الحلقات الدراسية التي بدأ بإقامتها بدءًا من العام 1953 – على ما أسماه العودة إلى فرويد، وكذلك على إعداد المحللين، وعلى إنشاء نظام مراقبة يتبعه الممارسون ويتيح المجال لتجاوز صرامة التسلسلات الهرمية التقليدية.
عام 1966، جمعت كتاباته (كتابات Ecrit) التي قدَّم فيها، مستلهمًا من المفاهيم البنيوية للسانيات («حيث يتخذ اللاوعي شكل اللغة») وكذلك من الرياضيات، مفهومًا جديدًا للنظريات الفرويدية أعطى فيه المكانة الأولى للبعد الرمزي، معتبرًا أن «المستحيل» هو الواقع. وهذا ما بيَّنه من خلال «الغرض (المسمى) بألف الصغيرة objet petit a» التي جعل منها الغرض القادح للرغبة.
لاقت هذه الـكتابات، رغم صعوبتها، رواجًا كبيرًا في الأوساط الثقافية، ما جعل من لاكان شخصيةً عامةً يمتدحها البعض ويكرهها البعض الآخر. كما أصبحت حلقاته الدراسية، التي انتقد فيها لممارسته جلسات علاجية متفاوتة من حيث مدَّتها، تتابع بشكل دؤوب. لكن هذا لم يمنع من أن نظريات لاكان – وبغض النظر عن الأتباع الذين كان يجتذبهم إلى حلقات دراساته النفسية – لاقت رواجًا في مجالات الأدب والفن وعلوم اللغة. لهذا السبب، ومن أجل تجاوز ذلك الإغواء الذي أصبح يمارسه – والذي ارتبط بالنسق غير الواضح «للبنيوية» التي كان يدعو إليها –، حلَّ لاكان عام 1980 مدرسته الفرويدية مستبدلاً إياها بما أسماه القضية الفرويدية التي ترافقت مع توقف إصدار مجلة سيليست التي كان قائمًا عليها.
تعرضت كتابات لاكان، وكذلك المجلدات التي تضمنت حلقاته وبينت تعاليمه وممارساته التطبيقية، لانتقادات لاذعة من قبل علماء نفس ولغويين وفلاسة كبار (كدولوز وليوتار). لكن، رغم ذلك، ليس بوسعنا أن ننكر أن لاكان، الذي برهن أن التحليل النفسي ليس قصة مغلقة، قد حاول تبيان ما يمكن أن يتضمنه من جانب تخريبي، مجبرًا بذلك الفلاسفة أنفسهم على إعادة قراءة فرويد لكن بصرامة أكبر.

## المفاهيم الأساسية

### العودة إلى فرويد
يؤكد مفهوم لاكان عن «العودة إلى فرويد» على تجديد الانتباه إلى النصوص الفرويدية الأصلية، وينطوي على نقد راديكالي لعلم نفس الأنا، بينما كان «اشتباك لاكان مع التحليل النفسي لعلاقات الموضوع» أقل ذيوعًا. يحاول لاكان هنا «استعادة مفهوم العلاقة بالموضوع... والتجربة المنتمية إليه بالفعل»، ليبني على ما أطلق عليه «العمل المتردد، والمضبوط في آن لميلاني كلاين... ولكننا نعرف عندها وظيفة الإحاطة البدائية المتخيلة، التي تكونها المرحلة الاحتضانية لجسد الأم»، ويبني على «مفهوم الكائن الانتقالي، الذي قدمه دونالد وينيكات... الذي يُعد مفهومًا محوريًا لاستكشاف أصول الفيتيشية». ولكن «يطرح لاكان عدة أسئلة بشأن تلك التطورات في التحليل النفسي منذ ثلاثنينيات القرن العشرين حتى سبعينياته، التي ركزت بشكل شبه حصري على علاقات الطفل الأولى مع الأم... أي على الأم السابقة على الأوديبية أو الأم الكلاينية»، وتُوصف إعادة قراءة لاكان لفرويد «بإصرار لاكان أن العودة إلى فرويد تؤسس للنموذج الصحيح الوحيد»، وتشكل نقطة بداية مفاهيمية أساسية في إستراتيجية المعارضة.
يرى لاكان أن أفكار فرويد عن «زلات اللسان»، والمزحة، وتفسير الأحلام، جميعها تؤكد على دور اللغة في التأسيس للذات. يقترح لاكان في «أمثلة الحضور اللغوي في اللاوعي، أو العقل منذ فرويد» الآتي: «يتشكل اللاوعي كما تتشكل اللغة». لا يُعد اللاوعي جزءًا بدائيًا أو نمطًا أوليًا من العقل منفصلًا عن الوعي، ويشرح أن الأنا اللغوية تتشكل بصفتها وعيًا ذا تعقيد بنيوي. إذا نُظر للاوعي وتشكُّله كاللغة، سيُنكر على الذات أي مرجعية تعود إليها، كما اقتُرح في حالات الصدمة النفسية أو أزمة الهوية.

### مرحلة المرآة
كانت مرحلة المرآة المساهمة الأولى لجاك لاكان في التحليل النفسي، والتي وصفها بأنها «تشكُّل وظيفة [الأنا] كما تظهر في التجربة التحليلية النفسية». رأى لاكان أن مرحلة المرآة ليست مجرد لحظة في حياة الطفل، ولكنها تتشكل بصفتها جزءًا من البنية الدائمة للذات. في رتبة «المتخيَّل»، تكون الذات حبيسة تصوراتها. يشرح لاكان أن «مرحلة المرآة ظاهرة أنسب لها قيمة مضاعفة. في المقام الأول، لها قيمة تاريخية؛ إذ تمثل نقطة تحول حاسمة في نمو الطفل العقلي. وفي المرتبة الثانية، تمثل علاقة ليبيدوية جوهرية بين الجسد والصورة».
ومع تطور هذا المفهوم، انتقل التوتر من قيمته التاريخية إلى قيمته البنيوية. في ندوته الرابعة عن «علاقات الموضوع»، يصرح لاكان بأن «مرحلة المرآة بعيدة عن كونها مجرد ظاهرة تحدث في نمو الطفل. ولكنها طبيعة نزاعية للعلاقة المزدوجة».
تصف مرحلة المرآة تشكُّل الأنا عبر صيرورة التشيئ، إذ تتشكل الأنا نتيجة النزاع بين الظواهر البصرية المتصورة للمرء وبين التجربة الشعورية له. يُسمي لاكان هذه المعرفة بالاغتراب. يفتقر الطفل في سن ستة شهور إلى التناسق الجسدي. يتعرف الطفل على نفسه في المرآة قبل الحصول على كامل التحكم في الحركات الجسدية. يرى الطفل صورته ككل، وتركيب هذه الصورة يؤدي إلى تباين مع الافتقار للتناسق الجسدي، الذي يتصوره الطفل باعتباره جسدًا متشظيًا. يرى الطفل هذا التباين منافسة مع صورته، لأن كمال الصورة يهدد الطفل بالتشظي، وبالتالي تنشئ المرآة حالة توتر عنيف بين الذات والصورة. يطابق الطفل بين ذاته وبين الصورة لحل هذا التوتر: ويُعتبر ذلك التعرُّف الأولي مع النظير مُشكِّلًا للأنا. يفهم لاكان هذه اللحظة على أنها لحظة مرح، لأنها تؤدي إلى شعور متخيَّل بالسيادة، وعندما يقارن الطفل شعوره الكاذب بالسيادة بالقوة المطلقة للأم، يمر برد فعل اكتئابي مصاحبًا للمرح.
يُسمي لاكان هذه الصورة الانعكاسية باسم «الاستقامة»، لأنها تؤدي بالطفل إلى توقع التغلب على «واقعية الابتسار المحدد للولادة». تظهر رؤية الجسد المتماسك، بالتعارض مع تجربة الطفل الواقعية بالعجز الحركي والشعور بالتشظي، وتنشئ تحركًا من «العوز إلى التوقع». أو بعبارة أخرى، تنشئ مرحلة المرآة عملية تكوين شعور متماسك بالذات وتساعدها.
يشكِّل «سوء الفهم» في مرحلة المرآة الأنا، وتصبح الأنا مغتربة عن نفسها عبر تقديم بُعد تخيلي إلى الذات. تنطوي مرحلة المرآة أيضًا على بُعد رمزي، بسبب حضور شخصية البالغ الحامل للطفل. يلتفت الطفل إلى البالغ بعد التعرف على نفسه بمرح، ويمثل البالغ الآخر الكبير، وكأنه يطالب البالغ بالتصديق على هذه الصورة.

## المساهمات السريرية

### جلسة التحليل النفسي متغيرة الطول
كانت «جلسة التحليل النفسي متغيرة الطول» واحدة من الابتكارات السريرية المصيرية للاكان، وعنصرًا رئيسيًا في صراعه مع الجمعية الدولية للتحليل النفسي، والتي رأت أن «اختراعه لتقليل مدة التحليل النفسي الذي يبلغ خمسين دقيقة إلى جلسة صغيرة مدتها من سبع إلى ثماني دقائق (أو حتى التنبؤ بإطلاق سراح المريض بعد جلسة واحدة من الهمسات في غرفة الانتظار)» أمرًا غير مقبول. استمرت جلسات لاكان متغيرة الطول التي كان يُجريها في أي مكان من بضع دقائق (أو بضع ثوانٍ فقط إذا أراد المحلل النفسي ذلك) إلى عدة ساعات. حلت هذه الممارسة محل الممارسة الفرويدية الكلاسيكية «الساعة ذات الخمسين دقيقة».
في ما يتعلق بما أسماه «تقليل التوقيت»، طرح لاكان سؤالًا: «لماذا نجعل من تدخل مثل هذا مستحيلًا في هذه المرحلة من تاريخ التحليل النفسي، مع أنه بناء على ما سبق هو ما يميز هذه الطريقة؟» عن طريق السماح بتدخل المحلل بالتوقيت، أزالت الجلسة متغيرة الطول تيقّن المريض -أو المُحلَّل نفسيًا إذا شئنا الدقة- من المدة التي سيجلس خلالها على أريكة المحلل. عندما تبنى لاكان هذه الممارسة، «كانت مؤسسة التحليل النفسي مشينة»؛ ومع العلم أنه «قابَل في المتوسط عشرة مرضى في الساعة بين عامي 1979 و1980»، لن يصعب علينا معرفة سبب «انحسار ممارسة التحليل النفسي للصفر»، وانحصارها بالربح فقط.
في وقت ابتكاره الأصلي، وصف لاكان القضية بأنها متعلقة بـ«الاستخدام المنهجي لجلسات أقصر في تحليلات معينة، لا سيما في التحليلات التدريبية»؛ وفي الممارسة العملية» كان تقصير الجلسة متعلقًا بوقت معين أطلق عليه «اللحظة الحرجة»، إذ كتب النقاد أن «الجميع يدرك جيدًا ما هو المقصود بعبارة مضللة مثل «طول متغير»... تقصير الجلسات بشكل منهجي إلى بضع دقائق فقط». بصرف النظر عن المزايا النظرية لكسر توقعات المرضى، فقد كان واضحًا أن «المحلل اللاكاني لا يريد أبدًا «زعزعة» الروتين بالإبقاء على المرضى لوقت أطول بدلًا من تقليص هذا الوقت».
«بغض النظر عن التبرير، كانت التأثيرات العملية مذهلة. لا يحتاج الأمر إلى شخص ساخر للإشارة إلى أن لاكان كان قادرًا على تحليل العديد من المرضى أكثر من أي شخص يستخدم تقنيات فرويدية كلاسيكية... وبعدما تبنى تلاميذُه والتابعون له هذه التقنيةَ، أصبح تسارع معدل نموها ممكنًا».
مع القبول بأهمية «اللحظة الحرجة التي تتكون فيها البصيرة»، تشير نظرية العلاقة بالموضوع بهدوء إلى أنه «إذا لم يوفر المحلل للمريض مساحة لا داعي فيها لحدوث أي شيء، فما من مساحة قد يحدث فيها أي شيء». تتفق جوليا كريستيفا، ولكن بطريقة مختلفة تمامًا، على أن «لاكان، الذي كان مدركًا فضيحة الوقت الطويل لتجربة التحليل النفسي، كان مخطئًا في رغبته في جعلها طقسًا بوصفها أسلوبًا للتحليل (جلسات قصيرة)».

## روابط خارجية
- جاك لاكان على موقع الموسوعة البريطانية (الإنجليزية)
- جاك لاكان على موقع مونزينجر (الألمانية)
- جاك لاكان على موقع إن إن دي بي (الإنجليزية)